# Operazione Belva

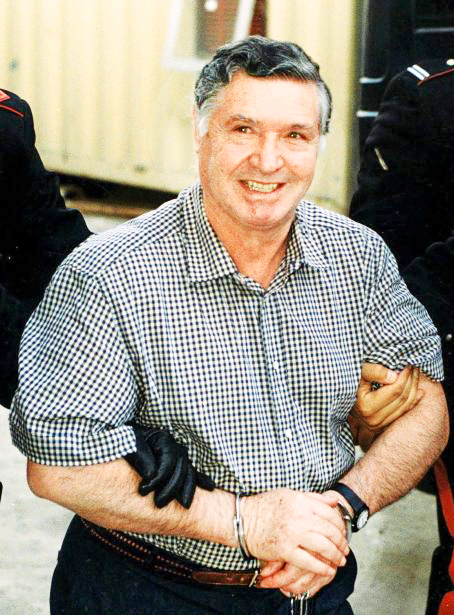
Salvatore Riina in seguito all'arresto

L'operazione Belva è stata un'operazione di polizia condotta in Italia dal ROS dell'Arma dei Carabinieri il 15 gennaio del 1993, che portò all'arresto del boss mafioso Salvatore Riina, detto Totò u' curtu o la Belva per via della sua ferocia, latitante dal luglio 1969.

## Storia

### La pianificazione e le attività preliminari
Tra il luglio e il settembre del 1992, all'indomani delle stragi di Capaci e via d'Amelio effettuate da Cosa nostra che avevano messo in difficoltà lo Stato italiano, avvennero due riunioni presso la stazione dei Carabinieri di Terrasini, cui partecipano ufficiali sia dell'Arma territoriale che del Raggruppamento Operativo Speciale (ROS), alle dirette dipendenze del col. Mario Mori, tra cui il magg. Mauro Obinu e i capitani Sergio De Caprio (detto Ultimo) e Giovanni Adinolfi: lo scopo degli incontri era definire una strategia d'azione destinata alla cattura di Salvatore Riina (detto Totò), considerato il capo assoluto e più potente dell'organizzazione mafiosa, con lo scopo di mettere a fattor comune le informazioni disponibili. I primi raffronti, in particolare attraverso i dati conoscitivi in possesso del maresciallo Antonino Lombardo (provenienti da fonti confidenziali), portano ad identificare una pista comune, quella che si snoda attorno al nome di Raffaele Ganci, capo della "famiglia" mafiosa del quartiere "Noce" di Palermo, ritenuto il tramite sicuro per arrivare al Riina.
A giugno, il Gruppo 2 del Nucleo Operativo Carabinieri di Palermo, comandato dal maggiore Domenico Balsamo, in base a fonti confidenziali, avviò indagini su Baldassare Di Maggio, al tempo incensurato ma ritenuto ex uomo di fiducia di Riina che si era dovuto allontanare dalla Sicilia temendo per la sua stessa vita poiché soppiantato da Giovanni Brusca nel comando del mandamento di San Giuseppe Jato e da Angelo Siino nella gestione degli affari economici. Tale aspetto, dal punto di vista investigativo, lasciava sperare che un suo eventuale arresto potesse sfociare in una probabile collaborazione con le Forze dell'Ordine.
Ad agosto, il col. Mori, con la mediazione del cap. Giuseppe De Donno, incontrò l'ex sindaco di Palermo Vito Ciancimino (già condannato per il reato di associazione mafiosa), il quale si disse pronto a cercare un contatto con Cosa nostra per avviare un dialogo finalizzato alla cessazione delle stragi e il suo "contatto" si rivelò essere il dottor Antonino Cinà, medico di fiducia di Riina. Nello stesso mese, il generale dei Carabinieri Francesco Delfino informò l'allora ministro della Giustizia Claudio Martelli che entro Natale si sarebbe arrivati alla cattura di Riina.
Il 6 settembre, il generale Delfino si insediò come comandante della Legione Piemonte e Valle d'Aosta ed apprese che Di Maggio era stato localizzato proprio in Piemonte dal Nucleo Operativo Carabinieri di Palermo. Decise allora di attivare, in segretezza, un gruppo di investigatori con il compito di ricercare eventuali tracce sul territorio della presenza di Riina connessa a quella di Di Maggio.
A fine settembre, la sezione Crimor del ROS comandata dal Capitano Ultimo, fu distaccata da Milano, dove era impegnata in altre indagini, ed avviò un servizio di osservazione con riprese video e servizi di pedinamento sui componenti della famiglia Ganci. Nei primi giorni di ottobre, Domenico Ganci, figlio di Raffaele, viene seguito per le vie del quartiere Uditore, dove riesce a far perdere le sue tracce lungo la via Bernini.
Sempre a settembre, Ciancimino incontrò nuovamente il cap. De Donno e il col. Mori, i quali gli dissero di riferire al suo "contatto" che l'unica proposta accettabile fosse la consegna di Riina ai Carabinieri, accolta male dal Ciancimino, che rifiutò di trasmetterla al suo interlocutore perché rischiava di essere ucciso e propose allora di agire in veste di "infiltrato" per il ROS in cambio della revisione del suo processo e del rilascio del passaporto. A dicembre, Ciancimino chiese ai due ufficiali di visionare alcune mappe della città di Palermo in quanto, essendo a suo dire a conoscenza di alcuni lavori che erano stati eseguiti anni addietro da persone vicine al Riina, avrebbe potuto fornire qualche elemento utile alla sua localizzazione. Tuttavia, il 19 dicembre Ciancimino fu nuovamente arrestato per scontare un residuo di pena e il piano sfumò.
L'8 gennaio 1993, i Carabinieri di Novara individuarono Di Maggio a Borgomanero, in provincia di Novara, dove si trovava ospite di un suo compaesano e conoscente, Natale Mangano, che era titolare di un’officina meccanica. Di Maggio fu arrestato perché trovato in possesso di una pistola e chiese subito di parlare con il generale Delfino, a cui iniziò a riferire alcune notizie in suo possesso su Riina. Ne fu informato subito il maggiore Balsamo, che si precipitò in Piemonte per interrogare Di Maggio, il quale indicò alcune zone di Palermo nelle quali aveva incontrato in passato Riina e dove, a suo parere, poteva trovarsi l'abitazione del capo-mafia. Indicò anche alcuni accompagnatori di Riina durante i suoi spostamenti, ossia Raffaele Ganci, Pino Sansone e un certo Salvatore Biondolillo, mentre tale Vincenzo Di Marco da San Giuseppe Jato accompagnava i figli di Riina a scuola.
Il giorno seguente, il generale Delfino informò dell'accaduto il magistrato Gian Carlo Caselli (il quale a giorni si insedierà come nuovo Procuratore capo a Palermo), che decise di coinvolgere anche il col. Mori, vice-comandante del ROS, già suo collaboratore ai tempi della lotta al terrorismo. Mori chiese ed ottenne dal dott. Caselli di fare alcuni riscontri sulle dichiarazioni di Di Maggio attraverso il suo gruppo operativo, la sezione Crimor del ROS, che già operava giù in Sicilia nelle osservazioni dei movimenti della famiglia Ganci. Come seconda cosa, il dott. Caselli informò telefonicamente il Procuratore Aggiunto di Palermo, dott. Vittorio Aliquò, al quale spettava sino al suo insediamento la responsabilità nella direzione e nel coordinamento delle indagini antimafia. Il dott. Aliquò dispose l’invio di alcuni magistrati a Novara per prendere contatto con Di Maggio e riportarlo a Palermo.

### Gli sviluppi successivi
L'11 gennaio, Di Maggio fece rientro in Sicilia in custodia al Gruppo 2 del Nucleo Operativo. Il vicecomandante operativo della Regione Sicilia, col. Sergio Cagnazzo, convocò una riunione con i comandanti dei Gruppi 1 e 2 del Nucleo Operativo, magg. Balsamo e cap. Marco Minicucci, con il comandante della sezione Crimor del ROS, cap. Sergio De Caprio (detto Ultimo) e la Sezione Anticrimine, cui affidò l'incarico di lavorare insieme per identificare i luoghi e le persone indicate da Di Maggio.
Il 12 gennaio, Di Maggio, nel corso di uno dei sopralluoghi effettuati con il maresciallo Rosario Merenda del Gruppo 2 del Nucleo Operativo, individuò un manufatto ubicato all'interno del cosiddetto “fondo gelsomino”, in via Uditore, dove affermò di aver incontrato Riina e Raffaele Ganci anni addietro, ed identificò altri immobili presenti nella zona, tra uno stabile in via Bernini sede di alcuni uffici di pertinenza dei fratelli Gaetano e Giuseppe Sansone, noti imprenditori edili, che si trovava a poche centinaia di metri dalla zona già individuata dal Crimor durante i pedinamenti della famiglia Ganci. Attraverso riconoscimento fotografico, Di Maggio identificò il Salvatore Biondolillo da lui precedentemente indicato in Salvatore Biondino (all'epoca incensurato) e il Pino Sansone nell'imprenditore Giuseppe Sansone, che fu sottoposto insieme al fratello Gaetano ad intercettazioni telefoniche.
I Carabinieri dell'Arma territoriale, del ROS e l'Autorità Giudiziaria si riunirono nuovamente il 13 gennaio per valutare i risultati investigativi raggiunti. Il vice comandante della territoriale, col. Cagnazzo, e il dott. Aliquò propongono di perquisire immediatamente il manufatto all'interno del “fondo gelsomino”, ma non sono d'accordo su tale iniziativa il cap. Ultimo ed il magg. Balsamo, i quali ritengono dannosa, per le indagini in corso, una perquisizione in quel momento e propongono di rimanere in osservazione. Inoltre, De Caprio, nella stessa riunione, insistette sulla necessità di tenere sotto controllo gli esponenti della famiglia Sansone ed in particolare il complesso delle villette di loro proprietà cui si accede attraverso un cancello automatico da via Bernini al civico n. 54, dove risultavano intestatari di un'utenza telefonica ma residenti in diversa abitazione.
Venne convenuto di mettere sotto osservazione entrambi i luoghi, così i Carabinieri del ROS, la mattina del 14 gennaio 1993, iniziarono l'attività di osservazione sia del “fondo gelsomino”, sia di via Bernini 54, a bordo di un furgone bianco mimetizzato (in gergo investigativo, chiamato “Balena”). La sera stessa, De Caprio fece visionare la videocassetta con le riprese delle osservazioni svolte nella giornata e il Di Maggio riconobbe nelle immagini i figli e la moglie di Riina, Ninetta Bagarella, mentre uscivano dal complesso di via Bernini 54 accompagnati dall'autista Vincenzo Di Marco, già da lui individuato. La scoperta dei familiari del latitante e di colui che era incaricato di portarne i figli a scuola in quel complesso di via Bernini, che era stato posto sotto osservazione in quanto luogo di pertinenza di Giuseppe Sansone, costituì per tutti un'enorme quanto insperata sorpresa, che poteva consentire, finalmente, di stringere il cerchio attorno al noto boss. Questa scoperta suggerisce di proseguire l'osservazione la mattina seguente, ma con Di Maggio a bordo del furgone utilizzato per sorvegliare la zona e con una serie di squadre pronte ad operare i pedinamenti dei soggetti eventualmente individuati.

### L'arresto

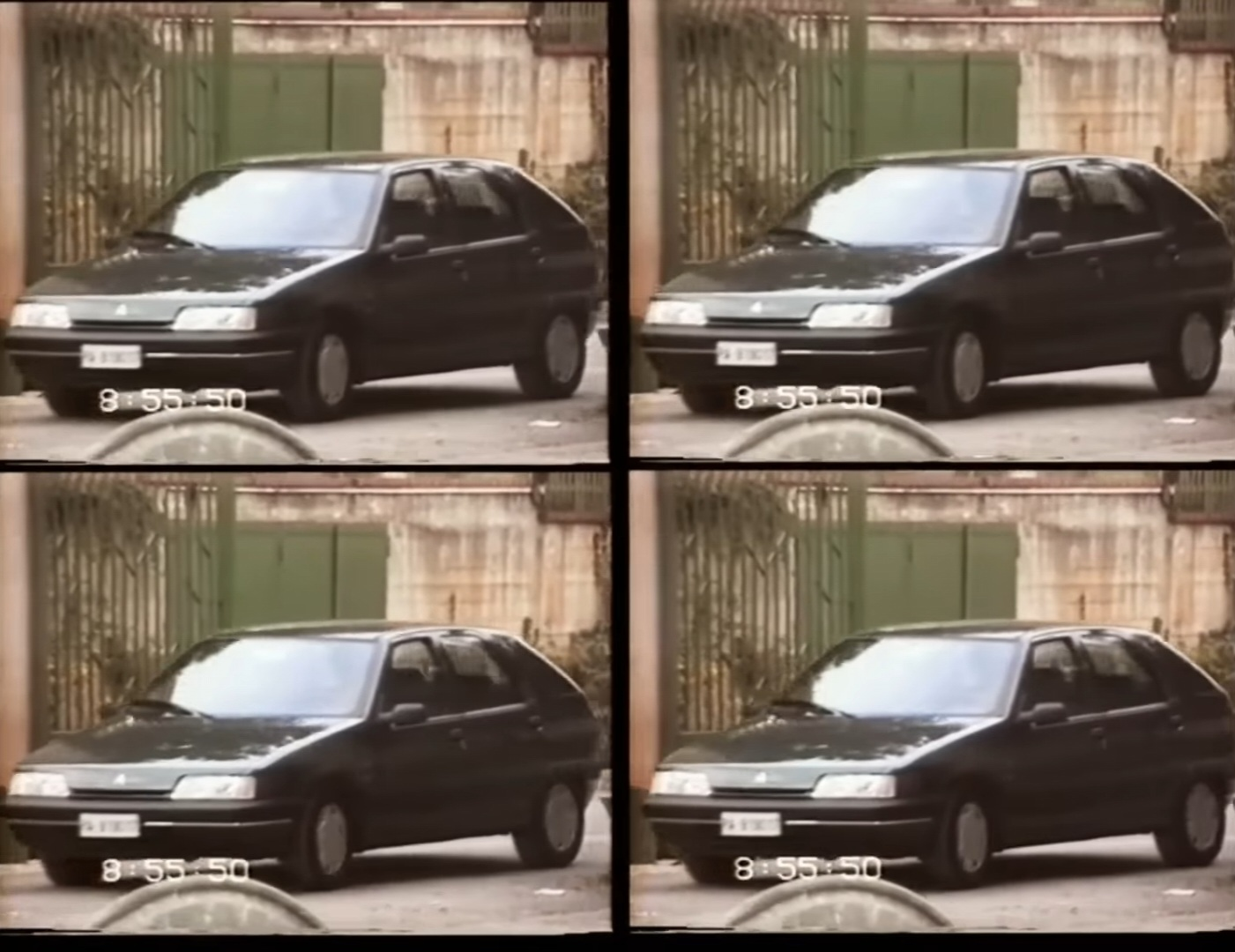
Alcuni fotogrammi delle riprese effettuate dal CrimOr raffiguranti la Citroën ZX guidata da Salvatore Biondino con a bordo Totò Riina mentre esce dal cancello di via Bernini n. 54.

La mattina del 15 gennaio 1993, giorno dell'insediamento di Gian Carlo Caselli quale Procuratore della Repubblica di Palermo, alle ore 08.55, Di Maggio riconosce Salvatore Riina mentre esce a bordo di una Citroën ZX dal cancello di via Bernini 54, accompagnato dall'autista Salvatore Biondino. Subito viene avviato il pedinamento del veicolo e alle 09.00 il capitano De Caprio, con alcuni dei Carabinieri suoi sottoposti, blocca l'auto segnalata su viale della Regione Siciliana - all'altezza della rotatoria del Motel Agip - e dichiara in arresto il capo assoluto di Cosa nostra, ammanettandolo.

## Le vicende giudiziarie collegate

### La mancata perquisizione del covo di Riina
I fatti in oggetto sono stati accertati, e come tali riportati, dalla sentenza del 20 febbraio 2006 n. 514/06 della 3ª sezione penale del tribunale di Palermo, divenuta definitiva l'11 luglio dello stesso anno, che assolveva Mario Mori e Sergio De Caprio dall'accusa di favoreggiamento nei confronti di Cosa Nostra.
L'indagine era stata avviata dalla Procura di Palermo per accertare gli eventi che avevano portato alla ritardata perquisizione dell'abitazione di Riina in via Bernini 54. Infatti, dopo l'arresto del boss, i Carabinieri della territoriale di Palermo erano pronti a perquisire l'edificio, ma Ultimo e il ROS, ritenendo di poter proseguire l'indagine in corso e individuare le attività criminali dei fiancheggiatori del boss arrestato per disarticolare completamente l'organizzazione, chiesero la sospensione della procedura per "esigenze investigative", che fu concessa dalla procura - stando a quanto afferma l'allora procuratore Gian Carlo Caselli - «in tanto in quanto fosse garantito il controllo e l'osservazione dell'obiettivo». L'osservazione del covo garantita al procuratore Caselli, venne sospesa il giorno stesso dell'arresto di Riina. Successivamente il covo verrà perquisito con un ritardo di ben 18 giorni, quando lo stesso era stato ormai ripulito dai mafiosi oltre che ritinteggiato per non lasciare impronte di alcun tipo..

Peraltro, come riportato nelle motivazioni della sentenza del processo, era ben chiaro dall'inizio sia ai Carabinieri sia alla procura che, decidendo di non procedere alla perquisizione, si assumeva un rischio, un rischio investigativo motivato dal raggiungimento di un obiettivo superiore. Lo stesso Tribunale di Palermo sentenzia:
L'istruzione dibattimentale ha, al contrario, consentito di accertare che il latitante non fu consegnato dai suoi sodali, ma localizzato in base ad una serie di elementi tra loro coerenti e concatenati che vennero sviluppati, in primo luogo, grazie all'intuito investigativo del cap. De Caprio.»
I Carabinieri definirono la sospensione dell'osservazione una «iniziativa autonoma della quale la Procura non era stata informata». Secondo la testimonianza di alcuni collaboratori di giustizia, un gruppo di affiliati alla mafia entrò indisturbato portando in salvo i parenti del boss, svuotando la cassaforte e verniciando le pareti per cancellare le impronte. Tuttavia, tali dichiarazioni, giudicate «frutto di una ricostruzione certamente autorevole, ma insufficiente per trarne definitive conclusioni» dallo stesso Ingroia – il PM che ha sostenuto l'accusa nel relativo procedimento -, non sono mai state riscontrate nel corso di un vero e proprio dibattimento. Inoltre, nessuno di detti collaboratori ha mai dimostrato di aver personalmente verificato il contenuto della cassaforte o, quantomeno, di conoscere esattamente quanto conservato all'interno della stessa.
Il processo si concluse con l'assoluzione dei due ufficiali del ROS «perché il fatto non costituisce reato».

### La "trattativa Stato-mafia"
Nel 2009, Massimo Ciancimino (figlio dell'ex sindaco Vito, condannato per associazione mafiosa) dichiarò ai magistrati di Palermo che nel periodo successivo alla strage di Capaci lui e il padre ripresero i contatti con il colonnello Mario Mori e il capitano Giuseppe De Donno per individuare il covo di Riina e per questo aprirono una seconda trattativa con il boss Bernardo Provenzano, che sarebbe durata fino al dicembre 1992, quando Vito Ciancimino venne arrestato: infatti, sempre secondo Ciancimino, il padre, dietro suggerimento di Provenzano, fornì a Mori, De Donno e ad un certo «signor Franco» (mai identificato, presunto appartenente al SISDE) indicazioni per localizzare il latitante ed ebbe garanzie che «nel momento in cui si arrestava Riina bisognava mettere al sicuro un patrimonio di documentazione che il boss custodiva nella sua villa»; sempre secondo le confidenze del padre, nei mesi successivi la trattativa continuò ed ebbe Marcello Dell'Utri come nuovo tramite al posto di Ciancimino, nel frattempo arrestato. Secondo l'accusa dei giudici, uno dei segnali di distensione inviato all'ala moderata di Cosa Nostra che stava trattando con lo Stato mediante la mediazione del ROS fu la mancata proroga di 373 provvedimenti di sottoposizione al 41 bis in scadenza a novembre 1993. Nell'ottobre 2009 Ciancimino consegnò ai magistrati di Palermo numerosi documenti appartenuti al padre e gli esami della Polizia Scientifica accertarono che i documenti erano autentici.
Nel giugno 2012 la Procura di Palermo chiuse le indagini sulla "trattativa"; nel 2013 il giudice dell'udienza preliminare di Palermo dispose il rinvio a giudizio per Salvatore Riina, Bernardo Provenzano, Giovanni Brusca, Leoluca Bagarella, Antonino Cinà, Nicola Mancino, Antonio Subranni, Mario Mori, Giuseppe De Donno, Calogero Mannino e Marcello Dell'Utri, con le accuse di violenza o minaccia a corpo politico e falsa testimonianza.
Il 20 aprile 2018 la Corte d'assise di Palermo, presieduta dal dott. Alfredo Montalto, pronunciò la sentenza di primo grado, con la quale vennero condannati a dodici anni di carcere Mario Mori, Antonio Subranni, Marcello Dell'Utri, Antonino Cinà, ad otto anni Giuseppe De Donno e Massimo Ciancimino (per lui il reato venne prescritto), a ventotto anni Leoluca Bagarella; vennero inoltre prescritte, come richiesto dai pubblici ministeri, le accuse nei confronti di Giovanni Brusca, e venne assolto Nicola Mancino.

Il 23 settembre 2021 la Corte d'assise d'appello di Palermo ribaltò la sentenza di primo grado e assolse Mario Mori, Antonio Subranni e Giuseppe De Donno perché "il fatto non costituisce reato" e l'ex senatore Marcello Dell'Utri "per non aver commesso il fatto", mentre confermò la prescrizione per Giovanni Brusca e la condanna a dodici anni del capomafia Antonino Cinà e ridusse a ventisette anni la pena al boss Leoluca Bagarella. Secondo le motivazioni della sentenza d'appello, nella parte in cui si tratta l'argomento della cattura di Riina e della mancata perquisizione del covo:
documentazione che potesse aiutare gli inquirenti a individuare soci in affari, complici 
del Riina, i suoi rapporti con altri affiliati e i suoi favoreggiatori: dandosi così corso all’impegno dei Carabinieri di avere un occhio di riguardo per le “famiglie” dei latitanti arrestati (ovvero: che si fossero auto-consegnati, nella versione decisamente improbabile di Mori e De Donno; o che fossero stati consegnati ai Carabinieri, 
secondo la più plausibile versione di Ciancimino).»
Il 27 aprile 2023 la Corte di Cassazione ha confermato l'assoluzione nei confronti di Mori, De Donno e Subranni, però con la formula "per non avere commesso il fatto", ed anche quella per Dell'Utri, mentre per Bagarella e Cinà ha dichiarato la prescrizione del reato.

## Filmografia
- Ultimo, miniserie TV del 1998 di Canale 5 sul capitano Ultimo. I nomi dei personaggi e i fatti raccontati sono stati modificati rispetto alla realtà per fini narrativi: ad esempio, il capitano Sergio De Caprio diventa Roberto Di Stefano (interpretato da Raoul Bova) mentre il boss Salvatore Riina diventa Salvatore Partanna.
- Il capo dei capi, miniserie TV del 2007 di Canale 5 sulla vita di Totò Riina. Le vicende dell'arresto sono mostrate nella sesta ed ultima puntata.